# Preferencia
A preferencia a társadalomtudományok, különösen a közgazdaságtan részét képező mikroökonómia és a marketing területén gyakran használt fogalom; lehetőségek közötti képzeletbeli vagy tényleges választást jelent. Ha egy személy vagy csoport preferál egy általa választható alternatívát egy másikkal szemben, akkor azt előnyben részesíti és – ennek megfelelően – szívesebben választja, mint a másikat.
Ha a döntéshozó számára több mint két lehetőség áll fenn, akkor az ezek közötti preferenciák összességét preferenciarendszernek nevezzük.

## Mikroökonómia
A mikroökonómia területén a preferenciák mindenekelőtt a fogyasztáselméletben bukkannak fel. A fogyasztónak el kell döntenie, hogy mely javakat részesíti előnyben másokkal szemben, ha választania kell közülük. Egy A és egy B jószág között a következő preferenciarelációk, vagyis preferenciális viszonyok állhatnak fenn:
- {\displaystyle A\succ B\,}: A szigorúan preferált B-vel szemben, vagyis A egyértelműen jobb, mint B
- {\displaystyle A\succeq B}: A gyengén preferált B-vel szemben, azaz A legalább olyan jó (nem rosszabb), mint B
- {\displaystyle A\approx B}: A közömbös B-vel szemben, vagyis A ugyanolyan jó, mint B

Természetesen nemcsak egy–egy jószág, hanem több jószág különböző mennyiségeiből álló jószágkombinációk vagy jószágkosarak (például 5 alma és 2 csoki – 3 alma és 3 csoki) között is felírhatók ilyen jellegű preferenciarelációk.

### Racionális preferenciák
A fogyasztó preferenciarendszere akkor lesz racionális vagy ellentmondásmentes, ha a {\displaystyle \succeq } preferenciareláció rendelkezik az alábbi két tulajdonsággal:
- Teljesség: ha minden {\displaystyle A,B\in H} (ahol {\displaystyle H} a jószágtér) esetén fennáll, hogy {\displaystyle A\succeq B}, vagy {\displaystyle B\succeq A}, vagy mindkettő (vagyis a fogyasztó képes bármely két adott jószágkombináció összehasonlítására).
- Tranzitivitás: ha minden {\displaystyle A,B,C\in H} esetén, ha {\displaystyle A\succeq B} és {\displaystyle B\succeq C}, akkor {\displaystyle A\succeq C}.

Az ellentmondásmentes preferenciák legnagyobb előnye, hogy – bizonyos speciális eseteket leszámítva – a preferenciarendszer egyszerűbb matematikai eszközökkel modellezhetővé válik: definiálható egy olyan {\displaystyle U(x_{1},x_{2},\dots ,x_{n})\,} hasznossági függvény, amely bármely {\displaystyle (x_{1},x_{2},\dots ,x_{n})\,} jószágkombinációhoz egy számértéket – a jószágkombináció „hasznosságát” – rendel úgy, hogy a függvényértékek közti viszonyok a preferenciarelációkat tükrözzék. (Tehát pontosan akkor, ha egy jószágkombináció gyengén preferált egy másikhoz képest, az előbbihez legalább olyan nagy U érték tartozzon.) A preferenciáknak ez a matematikai modellezése nagy segítséget nyújt a fogyasztó számára optimális – vagyis az elérhető legjobb – jószágkombináció megkereséséhez, ezáltal pedig a fogyasztó(k) gazdasági viselkedésének magyarázatához, illetve előrejelzéséhez.

### További feltevések
Előfordul, hogy további feltevéseket fogalmazunk meg a preferenciák viselkedésére vonatkozóan. A racionalitáshoz hasonlóan többnyire ezek is a preferenciarendszer matematikai modelljének egyszerűsítését szolgálják.
- Folytonosság: folytonosak a preferenciák, ha mind a "legalább olyan jó" ({\displaystyle \succeq }), mind a "legalább olyan rossz" ({\displaystyle \preceq }) jószágok halmaza zárt a jószágtér minden elemére.
- Monotonitás: ha az A jószágkosárban minden jószágból több van, mint a B-ben, akkor A B-hez képest szigorúan preferált. Belátható, hogy a monoton preferenciákhoz rendelt hasznossági függvény monoton növekvő.
- Szigorú monotonitás: ha az A jószágkosárban minden jószágból legalább annyi van, mint B-ben és A ≠ B, akkor A B-hez képest szigorúan preferált. A szigorúan monoton preferenciákhoz rendelt hasznossági függvény maga is szigorúan monoton növekvő.
- Globális telíthetetlenség: bármely jószágkombinációhoz található olyan másik kombináció, ami az előbbihez képest szigorúan preferált.
- Lokális telíthetetlenség: a telíthetetlenségnél erősebb feltevés; eszerint bármely jószágkombináció tetszőlegesen kicsi környezetében található olyan másik kombináció, ami az előbbihez képest szigorúan preferált. A monotonitásból automatikusan következik a lokális telíthetetlenség. A lokális telíthetetlenség ugyanakkor biztosítja, hogy a fogyasztó minden jövedelmét elkölti (Walras törvénye).
- Konvexitás: egy tetszőleges jószágkosárhoz képest gyengén preferált jószágkosarak halmaza konvex. Szigorú konvexitásról beszélünk, ha ugyanez a halmaz szigorúan konvex. A konvexitás a hasznossági függvény kvázikonkavitását biztosítja.
- Homotetikusság: ha A és B jószágkombinációk közömbösek, akkor bármely nemnegatív k valós számra kA és kB is közömbösek (kA-t úgy kapjuk, hogy az A-ban található jószágmennyiségek mindegyikét szorozzuk k-val). Ha egy preferencia homotetikus (és folytonos), akkor biztosan tartozik hozzá olyan hasznossági függvény, amely elsőfokon homogén, vagyis {\displaystyle U(kA)=k\cdot U(A)\,}.
- Kvázilinearitás: ha az A és B jószágkombinációk közömbösek, és A-ban és B-ben is az i-edik jószág mennyiségéhez egy konkrét valós számot adunk, akkor az újonnan létrejött jószágkombinációk is közömbösek maradnak. Kvázilineáris preferenciákhoz tartozó hasznossági függvény ilyen alakra hozható: